# Llista de mestres de capella de l'abadia de Montserrat
L'abadia de Montserrat no es va regir com les altres capelles musicals de Catalunya. Les substitucions no es feien per concurs públic, amb els mateixos músics de l'abadia en tenien prou per a substituir el mestre traspassat. Els mestres eren benedictins que havien sortit de la mateixa Escolania i que amb el pas dels anys es convertien en mestres. Molts d'ells van acabar els seus anys encarregats d'aquesta capella i d'altres van anar a altres indrets de Catalunya i d'Espanya per donar a conèixer el seu art.
- 1625-1641 Joan Marquès
- 1641?-1650? Joan Romanyà
- 1650? Francesc Rossell[2]
- 1650-1680 Joan Cererols
- Dídac Roca
- Pere Jorba
- 1697-1704 Miquel López
- Joan B. Rocabert
- 1705-1715 Isidre Roy
- Vicent Presiach
- Benet Esteve
- 1753-1763 Josep A. Martí
- 1768-1798 Anselm Viola
- Narcís Casanoves
- Josep Vinyals
- Felip Rodríguez
- 1835-? Rafael Palau
- 1911-1933 Anselm Ferrer
- 1953-1997 Ireneu Segarra